# 冒険少年
『冒険少年』（ぼうけんしょうねん）は、あだち充による日本の漫画作品。『ビッグコミックオリジナル』（小学館）にて、1998年10月20日号から2005年4月20日号まで1年に1作ずつ掲載された読切作品群。全7話。単行本はビッグコミックススペシャルより全1巻刊行。

## 作品一覧
1. 扉のむこう
1998年10月20日号 掲載
東京の製薬会社に勤める山下正彦は、外回り中に泥棒から助けてくれた佐々木四郎と親しくなる。大手証券会社で働く佐々木を、山下は取引先である小さな薬局を2人で営む母娘に紹介する。
2. 迷い道
2000年3月20日号 掲載
幼馴染みの大吾が始めた民芸品店の開店祝いのため、山道を車で進むイチ、ニシ、シローの3人。幼い頃いつも「5人」で遊んだよく知っているはずの山中で、3人は道に迷ってしまう。
3. ヒーロー
2001年3月5日号 掲載
電工会社に勤める上里雄二の元に、何通も届くプロレスラー・ザンバ武丸からの手紙。「ケンカしないのが大人」と厄介ごとやリスクを避けて来た上里は、今日もそのまま手紙を机にしまう。
4. 空色アーチ
2002年7月5日号 掲載
野球が大好きだが一向に上達しない息子・浩樹とキャッチボールをする桜木丸。かつて少年野球チームのエースで4番だった桜木丸は、妻に促され浩樹が所属する野球チームの試合を見に行く。
5. 送信
2003年6月5日号 掲載
離婚して母娘2人暮らしであることを知らず、不動産会社社長の娘を誘拐したテツオとトモヒコ。離婚しても父親であることに変わりはないと計画を続行するが、その娘の母親は小学校の同級生だった。
6. 時の階段
2004年6月5日号 掲載
怪盗あたため、本名・早川練二は、父親の無理心中から生き延びた際に握っていた龍の宝飾を守り神としていた。いつものようにその守り神を手に忍び込んだ家は、何故か手に取るように間取りが分かる。
7. スケッチブック
2005年4月20日号 掲載
大学時代を過ごした街に転勤で戻ってきた宮出は、すっかり様相を変えた街並みの中で唯一当時のままの喫茶店に入ってみる。その喫茶店は外観のみならず内装も10年前と変わっていなかった。